# Månegarm
Månegarm ist eine Viking-Metal-Band aus Norrtälje in Schweden. Seit 2015 ist sie bei Napalm Records unter Vertrag.
Der Name Månegarm ist die schwedische Schreibweise für den Managarm, einen Wolf aus der nordischen Mythologie.

## Bandgeschichte

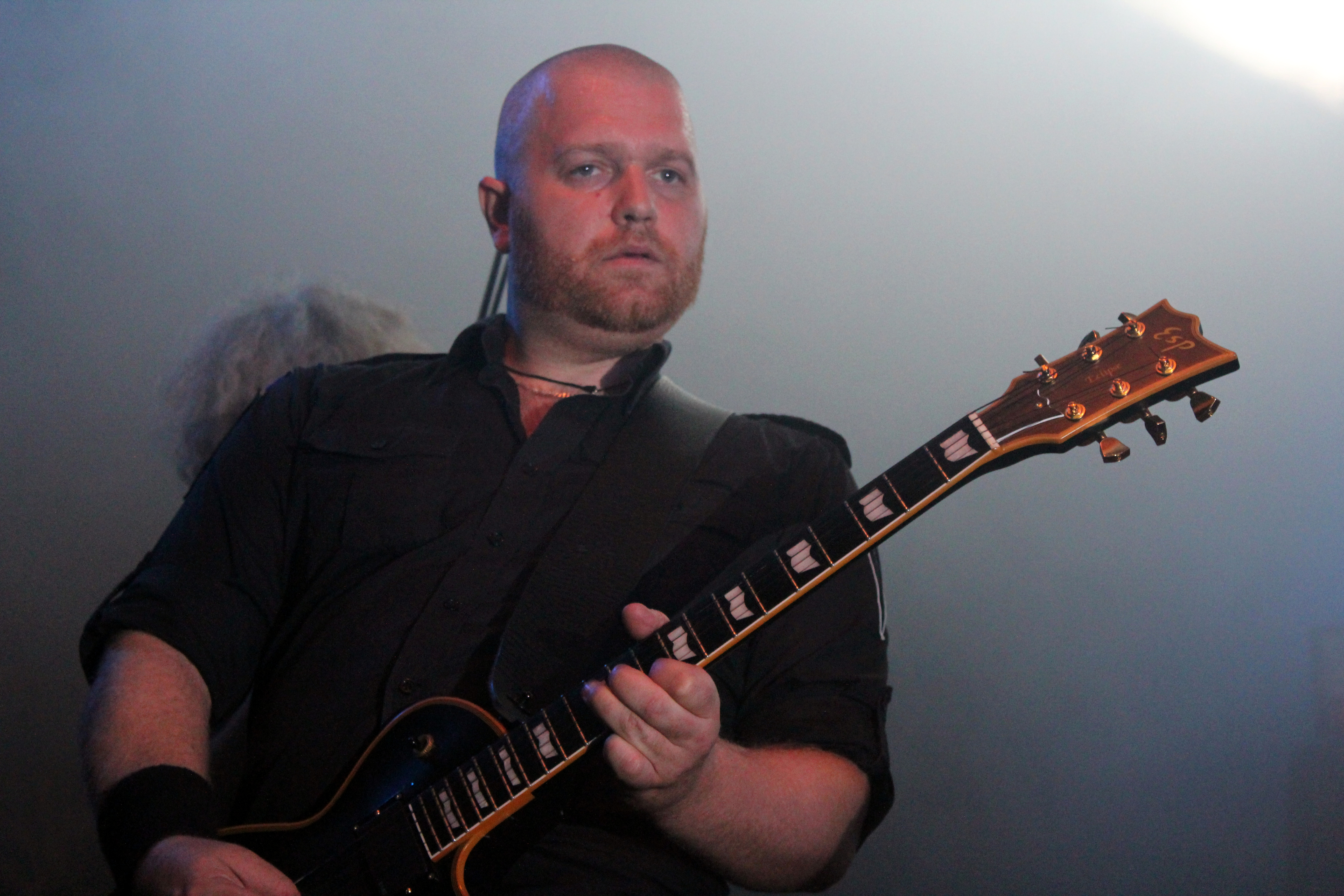
Markus Andé live auf dem Ragnarök-Festival 2011

Die Band wurde 1995 von Svenne Rosendal, Jonas Almqvist und Pierre Wilhelmsson in Norrtälje gegründet. Zu Beginn sollte die Band ausschließlich schnellen, primitiven Metal mit schwedischen Liedtexten spielen. Nachdem Mårten Matsson als weiterer Gitarrist und Erik Grawsiö als Drummer dazugestoßen waren, begannen sie unter dem Namen Antikrist mit ersten Bandproben. Im November 1995 nahmen sie ihr erstes Lied Månljus auf. Anfang 1996 hatten sie ihren Namen zu Månegarm geändert. Der Name wurde wegen des zu einer Viking-Metal-Band passenden Bezuges zur nordischen Mythologie ausgesucht. Kurz danach begannen sie unter dem neuen Namen mit den Aufnahmen zur ersten Demo-EP Vargaresa (zu deutsch ‚Die Reise des Wolfes‘). Nach den Aufnahmen verließen Rosendal und Matsson die Band und wurden von Jonny Wranning (Gesang) und Markus Andé (Gitarre) ersetzt.
Auf ihrer zweiten Demo-EP Ur nattvindar verwendeten Månegarm erstmals Elemente des Folk Metals wie Geigenstimmen sowie weiblichen Gesang, was bis heute für ihren Stil prägend ist. Mitte 1997 schaffte es die Band mit diesem Demo, vom Plattenlabel Displeased Records unter Vertrag genommen zu werden. Kurze Zeit später verließ Wranning die Band; er wurde von Viktor Hemgren als neuem Sänger ersetzt. Am Ende des Jahres begannen Månegarm mit den Aufnahmen zu ihrem Debütalbum Nordstjärnans tidsålder (zu deutsch ‚Zeitalter des Nordsterns‘). Es wurde im Juni 1998 veröffentlicht.
Im Sommer 1999 begannen die Aufnahmen zum zweiten Studioalbum Havets vargar (zu deutsch ‚Wölfe der See‘). Wegen Meinungsverschiedenheiten zwischen dem Plattenlabel und dem Studiobesitzer musste die Band die Aufnahmen für fünf Monate unterbrechen. In dieser Zeit wurde Hemgren gefeuert, da ihm von den anderen Bandmitgliedern mangelndes Interesse vorgeworfen wurde. Es wurde entschieden, dass Drummer Grawsiö auch den Gesang übernehmen sollte. Im Dezember 1999 ging die Band mit dem bereits aufgenommenen Material in das Studio Underground in Västerås, um das Album fertigzustellen. Zu dieser Zeit wurde Janne Liljekvist, dessen Geigenspiel schon auf vorherigen Alben zu hören war, als festes Bandmitglied aufgenommen. Mit dieser Besetzung konnten die Aufnahmen zum Album abgeschlossen werden. Es wurde im Sommer 2000 veröffentlicht.
Nach der Veröffentlichung entschied sich die Band für eine Unterbrechung ihrer Tätigkeiten, um neue Motivation und Ideen zu gewinnen. Nach einigen Monaten begannen Månegarm schließlich mit den Aufnahmen zu ihrem dritten Album Dödsfärd (zu deutsch ‚Todesreise‘). Es wurde im August 2003 veröffentlicht und machte die Band innerhalb der Szene populär.
Die beiden Demos der Band wurden 2004 unter dem Namen Vargaresa – The Beginning als Remaster wiederveröffentlicht. In diesem Jahr nahm die Band ihr viertes Album Vredens tid (zu deutsch ‚Zeitalter des Zorns‘) auf, welches im September 2005 veröffentlicht wurde. Im Jahr 2005 waren Månegarm außerdem zum ersten Mal auf einigen Metal-Festivals in Europa zu sehen.
Im Januar 2006 wurde mit den Aufnahmen zum fünften Album Urminnes hävd (The Forest Sessions) begonnen. Es ist ein reines Akustik-Album und mit einer Spielzeit von etwa 27 Minuten im Vergleich zum Vorgängeralbum sehr kurz gehalten. Der Stil des Albums unterscheidet sich stark von den anderen Werken der Band, da viele traditionelle Instrumente (zum Beispiel Djembé, Maultrommel, Flöte und akustische Gitarre) und klarer Gesang eingesetzt werden und die Stücke insgesamt ein vergleichsweise langsames Tempo aufweisen. Das Album wurde im Juni 2006 veröffentlicht. Im Jahr 2006 war die Band zusammen mit Skyforger und Goddess of Desire für zwei Wochen auf Europatournee.

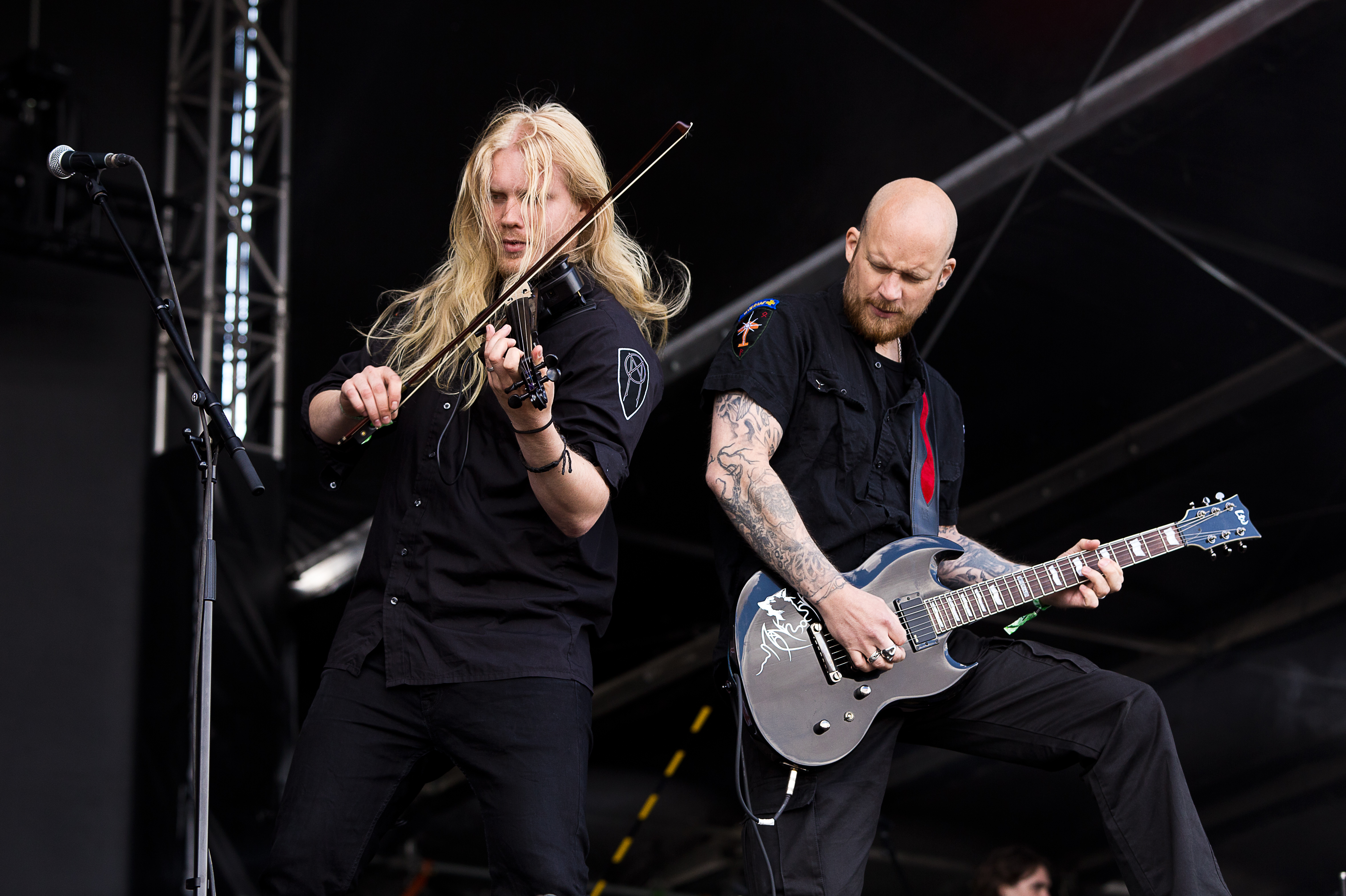
Månegarm live auf dem Rockharz 2015

Der Plattenvertrag mit Displeased Records lief mit der Veröffentlichung dieses Albums aus und Månegarm konnten einen Vertrag beim schwedischen Plattenlabel Black Lodge unterzeichnen. Im Oktober 2006 machte sich die Band an die Aufnahmen zum sechsten Album Vargstenen (zu deutsch ‚Wolfsstein‘), welches im Mai 2007 veröffentlicht wurde.
Im Januar 2009 wechselten Månegarm zum Plattenlabel Regain Records. Am 22. Oktober 2009 wurde das Album Nattväsen (zu deutsch ‚Nachtwesen‘) veröffentlicht. Die erste Single zu diesem Album, Mina fäders hall, wurde am 17. September 2009 über Myspace veröffentlicht.
Im Juni/Juli 2012 beschloss der Violinist Janne Liljekvist, die Band dauerhaft zu verlassen. Als Grund wurde von der Band angegeben, dass ihm die Motivation fehle, „den nötigen Aufwand einzubringen, um die Band weiterzubringen“; Månegarm fügte hinzu, dass sich an ihrem musikalischen Stil nichts ändern werde.

## Stil
Månegarm verwenden in ihrer Musik einen schnellen, vom Black Metal beeinflussten Stil, der seit ihrer zweiten Demo immer wieder mit Elementen des Folk Metal angereichert wird. Oftmals wechseln sich auf ihren Alben schnelle, black-metal-lastige Stücke mit langsamen, „folkigen“ Stücken ab. Auch innerhalb einzelner Lieder wird häufig eine melodische Geigen- oder Flötenstimme als Kontrapunkt zum schnellen, extremen Metal eingesetzt. Der Gesang von Sänger Grawsiö wechselt zwischen Growls, Belting und gelegentlichem Klargesang; auch weiblicher Klargesang ist in vielen Liedern vertreten.
Auf ihrem Akustikalbum Urminnes hävd steht die akustische Gitarre als Instrument im Mittelpunkt und es wird ausschließlich Klargesang verwendet. Das Album weist insgesamt einen stark folkloristischen Stil auf.
Die Stücke sind größtenteils in schwedischer Sprache gehalten, jedoch fanden sich immer wieder Lieder mit englischem Liedtext (etwa Pagan War und Ravenous auf Dödsfärd oder Daughters of Eve auf Ur nattvindar). Nur auf dem Album Legions of the North sind die meisten Texte auf Englisch.

## Diskografie
- 1996: Vargaresa (Demo, MC; Eigenvertrieb)
- 1997: Ur nattvindar (Demo, MC; Eigenvertrieb)
- 1998: Nordstjärnans tidsålder (Album, CD/CDR/LP/MC; Displeased Records)
- 2000: Havets vargar (Album, CD/LP; Displeased Records)
- 2003: Dödsfärd (Album, CD/LP/MC; Displeased Records)
- 2004: Vargaresa – The Beginning (Kompilation, CD/LP; Displeased Records)
- 2005: Vredens tid (Album, CD/LP; Displeased Records)
- 2006: Urminnes hävd – The Forest Sessions (EP, CD/LP; Displeased Records)
- 2007: Genom världar nio (Single, CD; Black Lodge Records)
- 2007: Vargstenen (Album, CD/LP; Black Lodge Records)
- 2009: Nattväsen (Album, CD; Regain Records)
- 2013: Legions of the North (Album, CD/AAC; Napalm Records)
- 2015: Månegarm (Album, CD; Napalm Records)
- 2019: Fornaldarsagor (Album, CD/2xCD/12"; Napalm Records)
- 2022: Ynglingaättens öde (Album, CD/CD+7”-Vinyl/12”-Vinyl; Napalm Records)

## Musikvideos
Offizielle Videoclips
- 2005: Sigrblot
- 2009: Vetrarmergin (Regie/Produktion: Standard Film)
- 2013: Sons of War (Regie/Produktion: Fredrik Agné)
- 2015: Odins Own Ye All (Regie/Produktion: Richard Martos)
- 2019: Hervors arv (Regie/Produktion: Svartna Film)
- 2022: En snara av guld (Regie/Produktion: Svartna Film)

Offizielle Lyrikvideos
- 2015: Blodörn
- 2015: Blot
- 2019: Sveablotet
- 2019: Ett sista farväl (Produktion: Svartna Film)